# 手賀沼花火大会

大会が開催される手賀沼（上沼）の航空写真

手賀沼花火大会（てがぬまはなびたいかい）は、千葉県北西部の手賀沼周辺において毎年8月上旬に行われる柏市と我孫子市が共催する花火大会である。

## 沿革
1987年に第一回が開催されて以降、手賀沼周辺の2市1町合同で年々打ち上げ数を増やしながら毎年8月に開催されてきた。2005年3月に柏市と東葛飾郡沼南町の合併以降は、2市での開催となっている。
一方で、世間の情勢により中止になることも多々あり、これまでにリーマン・ショック（2009年）、東日本大震災（2011年・2012年）、2020年東京オリンピックおよび新型コロナウイルス（COVID-19）（2020年 - 2022年）により、6度の中止が発生している。
- 1987年（昭和62年）8月22日 - 利根川治水100年記念として第一回開催[3]。
- 1988年（昭和63年）8月6日 - 第二回開催。約4,900発の花火が打ち上げられる[4]。
- 1992年（平成4年）8月22日 - 第六回開催。およそ10,000発の花火が打ち上げられる[5]。
- 2005年（平成17年） - 3月に東葛飾郡沼南町が柏市に編入されたため、この年から柏・我孫子両市の開催となる。
- 2009年（平成21年） - 不況の影響で企業協賛が集まらず、我孫子市は単独開催も示唆したが、最終的に中止[6]。1987年以降はじめて大会が開かれないこととなる。
- 2010年（平成22年）8月7日 - 2年ぶりに実施、約13,500発が打ち上げられる[7]。花火玉を模した募金箱で市民から募金を募る「空玉募金」の結果、柏・我孫子両市とも200万円を超える寄付が集まった[8]。
- 2011年（平成23年） - 東日本大震災に伴い近隣花火大会が中止されたことを受け、警備の都合上中止[9]。これで2回目の中止となった。
- 2012年（平成24年） - 国の支援が不透明な放射線対策費捻出を最優先課題と判断したため、2年連続・3回目の中止[10]。
- 2013年（平成25年）8月3日 - 3年ぶりに開催、約24,500発が打ち上げられ、約44万人が鑑賞。これに先立つ募金活動では、柏市で約833万円、我孫子市で約334万円が集まった[11]。また従来の手賀沼周辺3か所に加え、柏市北部の東京大学柏キャンパス、利根川河川敷、柏市南部の海上自衛隊下総航空基地でも花火を打ち上げた[2]。名称も従来の「手賀沼花火大会」ではなく「柏・我孫子花火大会in手賀沼」として実施[12]。
- 2015年（平成27年） - 従来の募金箱に加え、千葉県内の花火大会で初めてインターネットでも募金開始[13]。
- 2020年（令和2年） - 開催予定日の8月1日が、2020年東京オリンピック開催時期と重なることとなった。そのため、警備上の問題から中止となり、これで4回目の中止となった（柏まつりも同様の理由で中止となり、柏市内の夏の主要イベントが全て中止の事態となった）[14][15]。
- 2021年（令和3年） - 開催予定日の8月7日が、前年から延期された2020年東京オリンピック開催時期と重なることなり、かつ新型コロナウイルス感染対策が十分に取れないことを理由に中止となった。これにより、2年連続・5回目の中止となった[16]。
- 2022年（令和4年） - 前年に引き続き、新型コロナウイルス感染対策が十分に取れないことを理由に中止となった。これにより、3年連続・6回目の中止となった[17]。

## 特色
柏市のゆるキャラ「カシワニ」や、柏市の名産であるカブをかたどった花火が打ち上げられる。
水中花火やウルトラジャンボスターマイン、子供に人気のキャラクターマインなど、豊富な種類や手賀沼という会場を生かした花火が打ち上げられる（手賀沼花火大会2018参照）。

## 場所

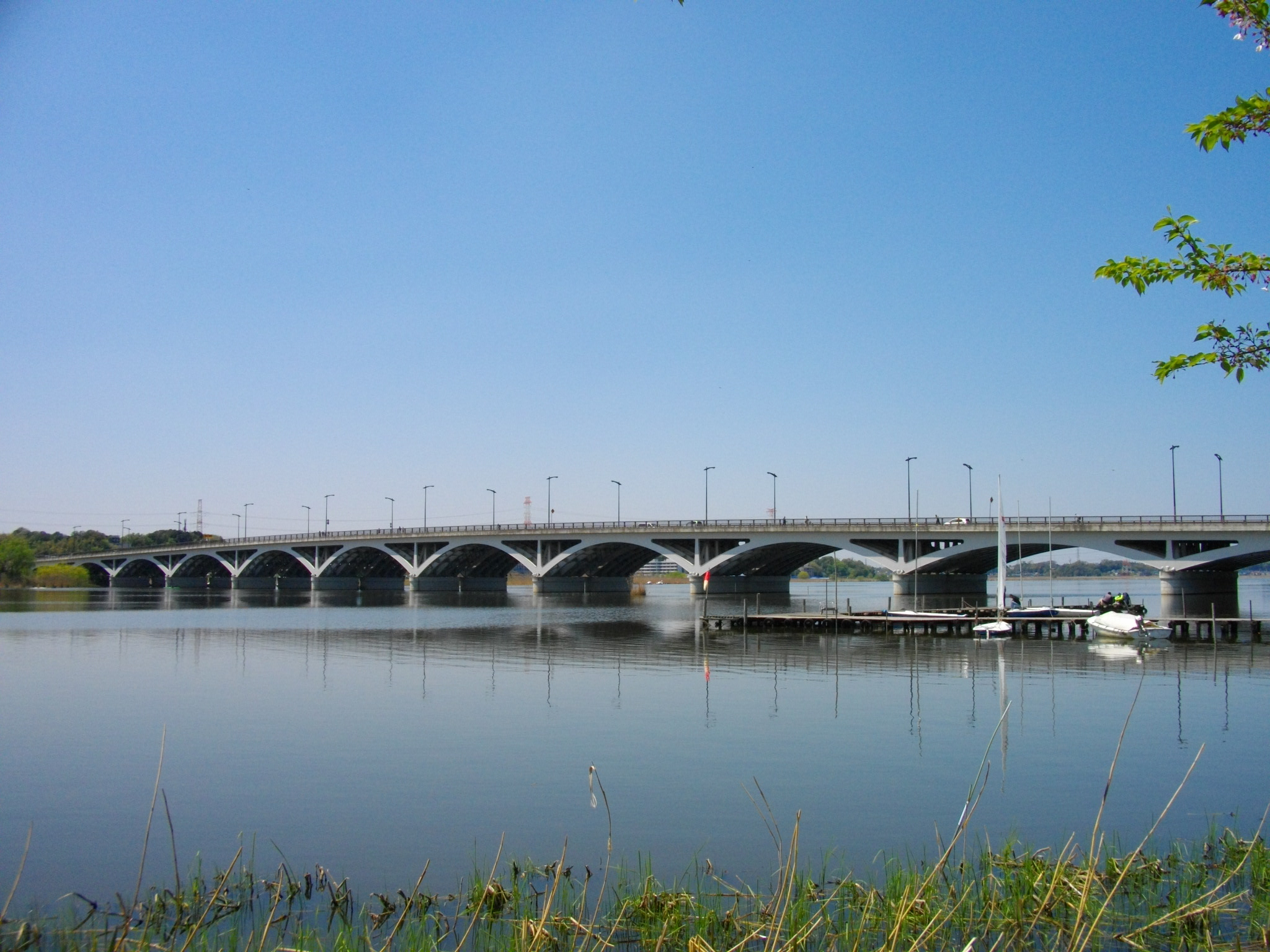
手賀大橋

- 柏第一会場 - 手賀沼自然ふれあい緑道 西側（北千葉導水ビジターセンター寄り）、柏ふるさと公園周辺
  - JR常磐線 北柏駅より徒歩25分、柏駅東口より徒歩40分
- 柏第二会場（旧沼南会場） - 手賀沼自然ふれあい緑道 東側（道の駅しょうなん周辺）
  - JR常磐線 柏駅東口より東武バス、「大井停留所」下車徒歩20分
- 我孫子会場 - 手賀沼公園・手賀沼ふれあいライン
  - JR常磐線 我孫子駅南口より徒歩10分

## その他
- 柏・我孫子両市で使われる図柄入りご当地ナンバー（柏ナンバー）に、手賀沼花火大会および両市にかかる手賀大橋のイラストが使用されることが決まっており、2020年度の交付が予定されている[21]。
- 我孫子市はふるさと納税の返礼品として、手賀沼花火大会のペアチケットを送っている[22]。2017年は10組を招待したが好評であったため、2年目となる2018年には20組を先着で招待した[23]。